# 普里維利內 (希羅凱市鎮)
47°57′55″N 35°2′23″E / 47.96528°N 35.03972°E
普里維利內（烏克蘭語：Привільне）是位於烏克蘭東南部的村莊，由扎波羅熱州扎波羅熱区的希羅凱市鎮負責管轄。該村始建於1943年，面積10.5平方公里，海拔高度80米，2001年人口105，人口密度每平方公里10人。